# Abaúj-Hegyköz
Abaúj-Hegyköz (ungerska: Abaúj-Hegyközi kistérség) var en delregion i provinsen Borsod-Abaúj-Zemplén i regionen Norra Ungern. Huvudorten i delregionen var Gönc.

## Orter
| Abaújszántó     | Abaújvár      | Arka        | Baskó      | Boldogkőújfalu |
| Boldogkőváralja | Fony          | Gönc        | Göncruszka | Hejce          |
| Hernádcéce      | Hernádszurdok | Hidasnémeti | Kéked      | Korlát         |
| Mogyoróska      | Pányok        | Regéc       | Sima       | Telkibánya     |
| Tornyosnémeti   | Vilmány       | Vizsoly     | Zsujta     |                |